# Région de Plzeň
 (février 2019).
Si vous disposez d'ouvrages ou d'articles de référence ou si vous connaissez des sites web de qualité traitant du thème abordé ici, merci de compléter l'article en donnant les références utiles à sa vérifiabilité et en les liant à la section « Notes et références ».
 (février 2019).
La région de Plzeň (en tchèque : Plzeňský kraj) est une des quatorze régions de la Tchéquie. Elle couvre une partie de la Bohême occidentale avec les régions de Karlovy Vary et de Ústí nad Labem au Nord et la région de Bohême centrale. Au Sud-Est se trouve la région de Bohême-du-Sud. Sa plus longue frontière se situe  l'Ouest avec la région allemande de Bavière.  Sa capitale est la ville de Plzeň (en allemand : Pilsen). 

## Géographie
Le relief est constitué par des collines (Plzeňská pahorkatina) : l'ouest (le long de la frontière allemande) est un vaste massif forestier qu'on divise généralement entre 
- au nord : la partie tchèque de la forêt du Haut-Palatinat (en tchèque : Český Les, en allemand : Oberpfälzer Wald) ;
- au sud :  une partie de la forêt de Bohême (en allemand : Böhmerwald, en tchèque : Šumava).

La région accueille le Parc national de Šumava avec la région mitoyenne de Bohême-du-Sud. 
Dans la Šumava, le point le plus élevé de la région est Velká Mokrůvka (1370 m.). À l'Ouest se trouve le plateau Brdy qui était une zone militaire (Vojenský újezd Brdy). Plžen se situe à la confluence de quatre rivières dont la Berounka. La région compte également de nombreux lacs comme Černé jezero ou Prášilské jezero. Avec ses ressources naturelles et sa faible densité, c'est l'une des régions les moins polluée de toute la Tchéquie.

## Région industrielle
On trouve notamment à Plzeň :
- Le complexe industriel Škoda qui produit des moteurs électriques et des locomotives.  Ce complexe industriel va fournir des trolleybus électriques avec des batteries à la ville de Saint-Étienne et va participer avec la construction assemblage[1].
- La brasserie Pilsner Urquell : la bière pils, également appelée pilsener, pilsen ou pilsner, du nom de la ville de Plzeň; Pilsen en allemand, est un type de bière blonde et limpide, de fermentation basse apparenté au type lager. Elle titre environ 5 degrés d'alcool et possède une amertume moyenne, dépendant du type de houblon utilisé. La pilsener se boit plus fraîche qu'une bière de fermentation haute, mais non glacée, généralement entre 10 et 12 °C, afin d'en faire ressortir les arômes.

## Districts
La région est divisée en sept districts (okres) :
- le district de Domažlice — Ce district se caractérise par les collines qui forment son relief. On y trouve également quelques rivières dont la plus grande est la Radbuza. Les secteurs économiques les plus importants sont l’industrie et l’agriculture (blé, colza, élevage).
- le district de Klatovy — Parmi tous les districts, c’est celui de Klatovy dont l’environnement est de meilleure qualité. On y trouve également un réseau routier assez dense et des soins de santé de bon niveau. Les produits agricoles les plus fréquents sont le blé, le colza et l’orge.
- le district de Plzeň-Nord —  Il s’agit du 3e plus grand district de la région. Cependant, la densité de population est inférieure à la moyenne. Plzeň-Nord est traversé par la rivière Berounka et on y trouve aussi le réservoir Hracholusky. La principale production agricole est le maïs.
- le district de Plzeň-Sud —  Trois rivières arrosent ce district : Úhlava, Úslava, Radbuza. On y trouve également la chaîne des montagnes Brdy. Dans l’histoire, ce district était riche surtout pour ses minéraux comme le granit, le kaolin ou l’argile.
- le district de Plzeň-Ville — Ce district se trouve dans un bassin à la confluence de quatre rivières - Úhlava, Úslava, Mže, Radbuza. Il se caractérise par le réseau des trams dense et par les industries importantes comme la brasserie Pilsner Urquell, Škoda, Panasonic, etc.
- le district de Rokycany — Ce district est traversé par la chaîne des montagnes Brdy et par la rivière Berounka. Il est riche en matériaux de construction comme le sable et les pierres. Dans l’histoire, il y avait des carrières. C’est le district très boisé (25 000 ha de forêts). On y pratique l'élevage et on fabrique des pièces de voiture.
- le district de Tachov — Ce district est le deuxième le plus grand dans la région. Cependant, il s’agit du 4e district le moins peuplé de toute la Tchéquie. Il forme la frontière avec l'Allemagne, s'y trouve la chaîne des montagnes Český les. Il y a également la rivière Mže. Ce  district était déjà habité  à l'âge de pierre.

## Principales communes
Population des principales villes de la région au 1er janvier 2024 et évolution depuis le 1er janvier 2023 :	
| Plzeň         | district de Plzeň-Ville | 185 599 | en augmentation |
| Klatovy       | district de Klatovy     | 22 938  | en augmentation |
| Tachov        | district de Tachov      | 14 468  | en augmentation |
| Rokycany      | district de Rokycany    | 14 386  | en augmentation |
| Sušice        | district de Klatovy     | 10 783  | en diminution   |
| Domažlice     | district de Domažlice   | 10 749  | en diminution   |
| Stříbro       | district de Tachov      | 8 145   | en augmentation |
| Nýřany        | district de Plzeň-Nord  | 6 960   | en augmentation |
| Přeštice      | district de Plzeň-Sud   | 6 804   | en augmentation |
| Dobřany       | district de Plzeň-Sud   | 6 435   | en augmentation |
| Holýšov       | district de Plzeň-Sud   | 5 726   | en augmentation |
| Planá         | district de Tachov      | 5 692   | en augmentation |
| Horšovský Týn | district de Domažlice   | 5 227   | en augmentation |
| Horažďovice   | district de Klatovy     | 5 142   | en augmentation |
| Kdyně         | district de Domažlice   | 5 139   | en diminution   |
| Bor           | district de Tachov      | 5 132   | en diminution   |
| Nýrsko        | district de Klatovy     | 5 113   | en augmentation |
| Třemošná      | district de Plzeň-Nord  | 5 051   | en augmentation |